# Iglesia Evangélica Reformada de Colombia
La Iglesia Evangélica Reformada de Colombia (IERC), es una denominación protestante reformada, fundada en Colombia en 1987 por Kim Wui-Dong, misionero de la Iglesia Presbiteriana de Corea (TongHap) y iglesias presbiterianas disidentes de la Iglesia Presbiteriana en Colombia (Sínodo Reformado).

## Historia
En 1987, el Revdo. Kim Wui-Dong, un misionero de la Iglesia Presbiteriana de Corea (TongHap), llegó a Colombia y fundó, en Bogotá, el Seminario Teológico Reformado de Colombia.
Al principio, el misionero ayudó a la Iglesia Presbiteriana en Colombia (Sínodo Reformado) (IPCSR). Sin embargo, surgieron diferencias que llevaron al final de la cooperación. Algunas iglesias de IPCSR apoyaron al misionero y abandonaron la denominación. Juntas, las iglesias fundaron una nueva denominación llamada Iglesia Evangélica Reformada de Colombia.
Posteriormente, el misionero Seok-Hoon Koh también fue enviado a la Iglesia Presbiteriana de Corea (TongHap) para ayudar con el trabajo misionero del país.

## Doctrina
La IERC adopta la Confesión de Fe de Westminster como exposición fiel de las doctrinas bíblicas.

## Relaciones Intereclesiales
Una denominación y miembro de la Confraternidad Latinoamericana de Iglesias Reformadas